# Dirty Story
Dirty Story är en finländsk-svensk-västtysk dramafilm från 1984, regisserad av Jörn Donner och baserad på hans roman Gabriels dag från 1982. I rollerna ses bland andra Erland Josephson, Charlotta Larsson och Nils Brandt.

## Handling
Direktören för ett av Finlands största företag, Förenade Metall, hittar företagets styrelseordförande död på kontoret. En muthärva nystas upp.

## Rollista
- Erland Josephson – Gabriel Berggren
- Charlotta Larsson	– Camilla
- Nils Brandt – Lönnqvist
- Agneta Ekmanner – Gabriels hustru
- Lilga Kovanko – sekreteraren
- Åke Lindman – Järnstedt
- Lasse Pöysti – detektiven
- Rabbe Smedlund – Pettersson
- Lars Svedberg – polisen
- Tom Wentzel – Andersson
- Ylva Ekblad – Sofi
- Ove Grundström – poliskonstapeln
- Raiku Kemppi – kvinna på restaurangen
- Seppo Kolehmainen – grannen
- Martin Kurtén – Olsson
- Fred Negendanck – läkare
- Paavo Piskonen – en man
- Håkan Pörtfors – läkare
- Tom Pöysti – läkare
- Mikael Rejström – Henrik
- Ivar Rosenblad – vaktmästaren
- Göran Schauman – läkare
- Johan Simberg	– läkare
- Jörn Donner – prästens röst

## Om filmen
Dirty Story innebar Jörn Donners comeback till det aktiva filmarbetet efter att ha varit VD för Svenska Filminstitutet. Filmen var Donners första sedan 1978 års Män kan inte våldtas. Dirty Story producerades av Donner och Peter Kropénin för Jörn Donner Productions Oy, Golden Film AB, Stiftelsen Svenska Filminstitutet och Trebitsch Produktion International GmbH. Filmen spelades in mellan den 4 juni och 13 juli 1984 i Helsingfors, stadsdelen Hagalund i Esbo stad, Borgå och Villmanstrand, samtliga orter belägna i Finland. Fotograf var Tony Forsberg och klippare Olli Ukkonen (krediterad som Olof Oscar i Sverige). Musiken komponerades av Pedro Hietanen.
Filmen premiärvisades den 21 december 1984 på biograferna Adlon och Nordia i Helsingfors. Den hade Sverigepremiär den 8 februari 1985 på biograferna Sandrew i Norrköping och Grand 2 i Stockholm.

## Mottagande
Filmen mottog övervägande negativ kritik. Några recensenter upprördes över att skådespelare Josephsson och Larsson i filmen hade en sexuell relation, då Josephsson i verkligheten var Larssons far. Josephsson kommenterade detta med orden "Jag tänker inte på släktskapen när kameran går".